# Tipula (Triplicitipula) vestigipennis
Tipula (Triplicitipula) vestigipennis is een tweevleugelige uit de familie langpootmuggen (Tipulidae). De soort komt voor in het Nearctisch gebied.